# Marlies Somers
Marlies Somers (Gouda, 16 januari 1973) is een Nederlandse stemactrice, zangeres en liedjesschrijfster.

## Carrière
Somers sprak onder meer de stem in van 'Misty' in de anime Pokémon, de stem van 'Vicky' in The Fairly OddParents, de stem van 'Layla' in Winx Club en Jammerende Jenny in  Harry Potter.
Ze zingt onder de alias 'Summers' en stond in de finales van onder meer de Rob Acda Awards en Noord-Hollands Glorie. Ook won ze verschillende poetry slams met haar poëzie, waaronder die in Nijmegen en Zeist. Acteur-regisseur Hans Somers is haar broer.

## Televisie
| Programma   | Rol    | Aflevering    | Jaar |
| ----------- | ------ | ------------- | ---- |
| Ha, die Pa! | Renske | De verbouwing | 1993 |

## Nasynchronisatie

### Tekenfilmseries

#### Hoofdrollen
- 2004 Terkel in de shit - Rita

| Programma                    | Van  | Tot   | Stem                                             |
| ---------------------------- | ---- | ----- | ------------------------------------------------ |
| Dennis de Bengel             | ???? | ????  | Joey                                             |
| Sesamstraat                  | ???? | Heden | Miesje Mooi                                      |
| Troetelbeertjes              | ???? | ????  | Hartebeertje, Zonnebeertje                       |
| Teletubbies                  | 1998 | heden | Po                                               |
| Ed, Edd n Eddy               | 1999 | 2007  | Sara                                             |
| Totally Spies                | 2001 | Heden | Dominique                                        |
| Pokémon                      | 1999 | Heden | Misty, Roy                                       |
| Digimon                      | 1999 | 2000  | T.K. Takaishi, Kari Kamiya, Gatomon en Angewomon |
| Rolie Polie Olie             | 1998 | 2001  | Zoe Billy Pilly                                  |
| Franklin                     | 1997 | 2002  | Franklin                                         |
| Hey Arnold!                  | 1996 | 2002  | Olga en Lila                                     |
| Sailor Moon                  | 2001 | 2003  | Bunny Tsukino alias Sailor Moon                  |
| The Powerpuff Girls          | 1998 | 2005  | Bubbles                                          |
| Grim & Evil                  | 2001 | 2007  | Mandy                                            |
| Angela Anaconda              | 1999 | 2002  | Gina Lash                                        |
| Rocket Power                 | 1999 | 2004  | Otto                                             |
| Dora                         | 2000 | Heden | Benny                                            |
| Olivia                       | 2009 | Heden | Olivia                                           |
| Clifford                     | 2000 | 2003  | Emily                                            |
| The Fairly OddParents        | 2001 | 2017  | Vicky                                            |
| Tracy Beaker                 | 2004 | Heden | Adell                                            |
| Blue's Clues                 | 1996 | 2006  | Kastje                                           |
| Hello Kitty’s paradijs       | 1999 | ???   | Kitty                                            |
| All Grown Up!                | 2003 | 2008  | Lil de Wit                                       |
| Code Lyoko                   | 2003 | 2007  | Yumi Ishiyama                                    |
| The Fairytaler               | 2003 | 2005  | Verschillende personages                         |
| Winx Club                    | 2005 | Heden | Layla, Piff en Mièle (zusje van Flora)           |
| De Bende van Vijf            | 2005 | 2007  | Krystal Miller                                   |
| Wonder Team                  | 2007 | Heden | MingMing                                         |
| total drama world tour       | 2007 | heden | sierra                                           |
| Monster Buster Club          | 2007 | Heden | Kathy                                            |
| Fanboy en Chum Chum          | ???  | ???   | Marsha                                           |
| Chloe's Toverkast            | 2011 | Heden | Cloe                                             |
| Monster High                 | 2011 | Heden | Toralei                                          |
| Sheriff Callies Wilde Westen | 2014 | Heden | Toby                                             |
| Henry Danger                 | 2014 | 2020  | Siren Hart                                       |
| Alicia weet wat te doen!     | 2016 | Heden | Angelina                                         |
| Sonic Boom (televisieserie)  | 2016 | Heden | Sticks the Badger                                |
| BabyTV                       | 2017 | Heden | Baby (vlinder)                                   |
| Groen in de Grote Stad       | 2018 | Heden | Tilly Groen                                      |
| Beyblade Burst Turbo         | 2018 | 2019  | Naru Akabane                                     |
| The Ghost and Molly McGee    | 2021 | 2024  | Molly McGee                                      |
| Win or Lose                  | 2025 | 2025  | Anxiety Blob                                     |

#### Gastrollen
| Programma                                                             | Van  | Tot  | Stem          |
| --------------------------------------------------------------------- | ---- | ---- | ------------- |
| De Hopeloze Heks                                                      | 2002 | 2006 | Diverse       |
| Totally Spies (aflevering 2: "Koningin Voor Een Dag")                 | 2005 | 2005 | Makira        |
| Totally Spies (aflevering 92: "Welgemeend?")                          | 2006 | 2006 | Milan Stilton |
| Galactic Football (enkele gastrollen vanaf aflevering 20: "Metaflux") | 2006 | 2006 | Kira          |
| Star Wars: The Bad Batch                                              | 2021 | 2021 | Jek Lawquane  |

### Films

#### Hoofdrollen
| Film                                         | Jaar     | Stem              |
| -------------------------------------------- | -------- | ----------------- |
| De prins van Egypte                          | 1998     | Mirjam            |
| Toy Story 2                                  | 1999     | Barbie Gids       |
| Blub, ik ben een vis                         | 2000     | Stella            |
| Pokémon 1: Mewtwo tegen Mew                  | 2000     | Misty             |
| Pokémon 2: Op eigen kracht                   | 2001     | Misty             |
| Pokémon 3: In de greep van Unown             | 2001     | Misty             |
| Het Mysterie van de Feeënprins (tekenfilm)   | 2001     | Nellie            |
| Harry Potter en de Geheime Kamer             | 2002     | Jammerende Jenny  |
| Pokémon filmspecial: De terugkeer van Mewtwo | 2002     | Misty             |
| Pokémon 4: Ever - Celebi, stem van het woud  | 2003     | Misty             |
| Scooby-Doo                                   | 2003     | Velma             |
| Sabrina de Tienerheks                        | 2005     | Sabrina           |
| Strawberry Shortcake                         | 2005     | Strawberry        |
| Asterix en Obelix: Asterix en de Vikingen    | 2006     | Abba              |
| Takel en het spooklicht                      | 2006     | Sally Carrera     |
| Bratz: Rock Angelz                           | 20?/     | Cloe              |
| De Drie Rovers                               | 2007     | Tiffany           |
| Barbie als de Eilandprinses                  | 2007     | Gina              |
| Winx Club: Het Geheim van het Verloren Rijk  | 2008     | Layla             |
| Winx Club: Magisch Avontuur                  | 2012     | Layla             |
| Monster High: Monster Meiden                 | 2012     | Toralei           |
| Woezel en Pip: Op zoek naar de Sloddervos!   | 2016     | Vlindertje        |
| Shadowhunters: The Mortal Instruments        | onbekend | Jocelyn Fairchild |
| Klimaat redden voor beginners                | 2022     | Gesa              |

## Televisiemuziek
| Programma                                   | Van  | Tot  | Nummer                        |
| ------------------------------------------- | ---- | ---- | ----------------------------- |
| Sailor Moon                                 | 2001 | 2003 | Zeg het Toverwoord            |
| Pokémon (aflevering 275: "Ik Zie Je Later") | 2004 | 2004 | Misty's Vaarwel (insert song) |

## Filmmuziek
| Film                | Jaar | Nummer                      |
| ------------------- | ---- | --------------------------- |
| Phileine zegt sorry | 2003 | This is me                  |
| Barbie als Rapunzel | 2002 | Eeuwig als een ster of maan |

## Computerspellen
| Spel                                 | Stem                      |
| ------------------------------------ | ------------------------- |
| Franklin En Het Geheime Clubhuis     | Franklin                  |
| The Longest Journey                  | April Ryan                |
| Casper Het Lieve Spookje             | Casper                    |
| Robbie Konijn Kleuter                | Maaike en Robbie          |
| Harry Potter Zwerkbal                | diversen                  |
| Spyro: A Hero's Tail                 | Ember, Blinky, Cleo, Aqua |
| Disney Princess: De betoverende reis | Hulpje van de heldin      |
| Disney Infinity                      |                           |